# Hammarvika
Hammarvika är en tätort i Frøya kommun i Trøndelag fylke i mellersta Norge. Orten ligger där fylkesväg 714 möter fylkesväg 716 på den sydöstra delen av ön Frøya. Härifrån ansluter Frøyatunneln mot ön Hitra i söder.